# Иммунитет государства
Иммунитет государства (суверенный иммунитет) — в международном праве принцип, в соответствии с которым суверенное государство не подчиняется органам власти других государств.
Принцип иммунитета государства основан на понятии о суверенном равенстве, закреплённом в Уставе ООН (1945) и раскрытом в Декларации о принципах международного права (1970). При этом само понятие суверенного равенства возникло гораздо раньше.
Данный принцип распространяется как на законодательную и исполнительную, так и на судебную юрисдикции иностранного государства.
В настоящее время не существует единой общемировой практики урегулирования вопросов, связанных с применением концепции иммунитета государства. Отчасти это бремя ложится на национальные законодательства.
В 2004 г. Генеральной Ассамблеей ООН была принята Конвенция ООН о юрисдикционных иммунитетах государств и их собственности. Россия подписала её в 2006 году. Однако эта конвенция вступит в силу только после того, как её ратифицируют 30 государств.

## Элементы иммунитетов государства
Иммунитет государства от юрисдикции иностранного государства состоит из нескольких элементов:
1. Судебный иммунитет — неподсудность государства суду иностранного государства.
2. Иммунитет от предварительного обеспечения иска.
3. Иммунитет от принудительного исполнения иностранного судебного решения.
4. Иммунитет собственности государства — правовой режим неприкосновенности государственной собственности, находящейся на территории иностранного государства.
5. Иммунитет от применения иностранного права по отношению к сделкам с участием государства.

Эти иммунитеты действуют независимо. Например, если государство дает согласие на рассмотрение своего дела в суде (то есть отказывается от судебного иммунитета), иммунитеты от предварительного обеспечения и принудительного исполнения продолжают действовать.

## Иммунитет государства и гражданско-правовые отношения
Концепция иммунитета относится к действиям государства как субъекта международно-правовых отношений. В современном мире государство часто ведет себя как юридическое лицо (субъект гражданского права). Существуют различные точки зрения на то, распространяется ли иммунитет государства на такие отношения.

### Теория абсолютного иммунитета
Эта теория получила развитие в XIX в. и в первой половине XX в. В соответствии с ней иммунитет государства распространяется и на коммерческие сделки. Советский Союз и КНР придерживались теории абсолютного иммунитета.
Указанная концепция оставляет за государством суверенное право отказаться от иммунитета (в том числе, заявить об отказе от использования иммунитета в договоре).

### Теория функционального (ограниченного) иммунитета
Теория функционального иммунитета принята в США и большинстве европейских стран во второй половине XX в. Россия в последнее время также начинает отказываться от концепции абсолютного иммунитета в пользу этой позиции.
При этом считается, что государство не может пользоваться иммунитетом для защиты от исков, обусловленных невыполнением государством своих обязательств по коммерческим контрактам. Таким образом, необходимы формальные критерии разграничения случаев, когда государство действует «как носитель публичной власти» (лат. jure imperii) и случаев, когда государство ведет себя «как частное лицо» (лат. jure gestionis).
Такие критерии являются предметом регулирования национального законодательства об иммунитете иностранных государств. Существуют также и международные договоры, затрагивающие эти вопросы. Например, Европейская конвенция об иммунитете государств, принятая в 1972 г. (Россия не является её участником), оговаривает случаи, в которых государство не может ссылаться на иммунитет.
Однако, такое регулирование отчасти ущемляет суверенитет иностранных государств, возлагая на национальные органы власти решение о применимости иммунитета в конкретном случае.
Уже упоминавшаяся Конвенция ООН о юрисдикционных иммунитетах государств и их собственности (пока не вступившая в силу) содержит статью, запрещающую применение иммунитета государства в коммерческих сделках с иностранным физическим или юридическим лицом. Исключением являются случаи, когда стороны явным образом договорились об ином. Также эта статья не распространяется на сделки между государствами.

## Иммунитет государства в национальном законодательстве

### В России
Иммунитет иностранных государств в России регулируется ст. 401 гражданского процессуального кодекса (ГПК) и ст. 251 Арбитражного процессуального кодекса (АПК).
Ст. 401 ГПК утверждает иммунитет иностранного государства от исков в судах Российской Федерации, если иное не предусмотрено федеральным законом (пока такого закона нет) или международным договором РФ. В то же время, ст. 251 АПК гарантирует иммунитет только в тех случаях, когда иностранное государство выступает «в качестве носителя власти». Отсюда следует, что на случаи, когда оно выступает в другом качестве, иммунитет не распространяется.
11 марта 2005 г. Государственная Дума приняла в первом чтении законопроект «О юрисдикционном иммунитете иностранного государства и его собственности». Однако дальнейших действий по принятию данного законопроекта пока не производилось.
8 апреля 2011 г. Государственная Дума РФ приняла постановление отклонить законопроект и снять с дальнейшего рассмотрения.
Подготовлен законопроект об отказе от абсолютного юрисдикционного иммунитета иностранных государств в России. 
Законопроект, внесенный Правительством РФ, направлен на защиту российских интересов путём отказа от концепции абсолютного юрисдикционного иммунитета иностранных государств в России, что позволит принять ответные меры при обращении взысканий на российскую собственность за её территорией. В законопроекте определяются основные понятия, в том числе "иностранное государство", "имущество иностранного государства", "юрисдикционный иммунитет иностранного государства", "судебный иммунитет", "иммунитет в отношении исполнения судебного решения". Также определяются привилегии и иммунитеты, не затрагиваемые законопроектом.
Устанавливается принцип взаимности в вопросах применения юрисдикционного иммунитета (суд РФ на основе принципа взаимности вправе исходить из того же объема юрисдикционного иммунитета, каким Российская Федерация пользуется в соответствующем иностранном государстве). Предусматриваются случаи неприменения судебного иммунитета, в том числе по спорам:
- связанным с участием иностранного государства в гражданско-правовых сделках, по спорам, связанным с предпринимательской деятельностью, по трудовым спорам;
- касающимся прав на имущество;
- о возмещении вреда;
- касающимся  интеллектуальной собственности;
- связанным с эксплуатацией судна.

Вступление федерального закона в силу запланировано на 1 января 2016 года.[обновить данные]

### В США
В законе США 1976 г. указано, что государство не имеет права пользоваться иммунитетом от судебных исков в следующих случаях:
- если основанием для иска служит коммерческая деятельность, которую иностранное государство осуществляет в США,
- если основанием для иска служит коммерческая деятельность, осуществляемая за пределами США, но порождающая «прямые последствия» для США.

## Иммунитет государства в практике международных отношений
- В 1948 г. по иску неких граждан в Нью-Йорке был наложен арест на пароход «Россия», принадлежащий Советскому Союзу. Правительство СССР заявило протест, и по решению федеральных судов Нью-Йорка арест был снят[14].
- В 1991 г. правительство РСФСР заключило договор о займе средств на закупку продовольствия и сельхозудобрений со швейцарской фирмой Noga. В дальнейшем российская сторона расторгла этот невыгодный контракт. Однако западные суды встали на сторону Noga, в результате чего последовала серия арестов счетов Центробанка России и дипломатических миссий, а также парусника «Седов» (в дальнейшем эти аресты были сняты). Такая ситуация стала возможной благодаря тому, что в контракте с Noga Россия добровольно отказалась от иммунитета[15].